# 832年
| 千纪： | 1千纪                                                                                           |
| 世纪： | 8世纪 \| 9世纪 \| 10世纪                                                                        |
| 年代： | 800年代 \| 810年代 \| 820年代 \| 830年代 \| 840年代 \| 850年代 \| 860年代                       |
| 年份： | 827年 \| 828年 \| 829年 \| 830年 \| 831年 \| 832年 \| 833年 \| 834年 \| 835年 \| 836年 \| 837年 |
| 纪年： | 壬子年（鼠年）；唐大和六年；南诏保和九年；吐蕃彝泰十八年；日本天長九年；渤海国咸和二年          |

## 大事记
- 李德裕入朝任兵部尚書。

## 出生
- 貫休，是唐末至五代十國時期的和尚。

## 逝世
- 崔群，唐朝官员
- 柳公绰，唐朝官员
- 李逵 (原王)，唐代宗之子
- 沈亞之，唐朝大臣
- 趙宗儒，唐德宗时宰相
- 崔从，唐朝大臣
- 昭禮可汗，回鹘可汗